# 메라베 샤리피니아
메라베 샤리피니아(페르시아어: مهراوه شریفی‌نیا, 영어: Mehraveh Sharifinia, 1981년 4월 18일 ~ )는 이란의 배우이다.